# The Infamous Mobb Deep
The Infamous Mobb Deep — восьмий студійний альбом американського хіп-хоп дуету Mobb Deep, що вийшов 1 квітня 2014 року на лейблі репера Prodigy, Infamous Records і RED Distribution.
The Infamous Mobb Deep — це подвійний альбом, який складається з одного диска з новою музикою та іншого диска з невиданих треків, створених під час запису другого студійного альбому The Infamous 1995 року. Альбом записувався з 2011 року, але був відкладений через ворожнечу між Havoc і Prodigy в 2012 році. Проте вони помирилися. Дует гастролював, щоб відсвяткувати 20-річчя свого дебютного студійного альбому протягом 2013 року. Це призвело до того, що вони знову зібралися, щоб повернутися до процесу запису альбому.
У записі альбому взяли участь репери French Montana, Juicy J, The Lox, Bun B, Busta Rhymes, Nas, Snoop Dogg та інші. Записи 1994 року містять гостьові участі від Big Noyd, Ghostface Killah, Raekwon і Nas. Альбом був підтриманий виходом синглів «Take You off Here» та «Say Something». Альбом був спродюсований Havoc, Boi-1da, Illmind, The Alchemist та іншими.
Альбом дебютував на 49 місці у чарті Billboard 200 та 10 місці у чарті Top R&B/Hip-Hop Albums в американському журналі Billboard.
За даними Soundscan, за перший тиждень було продано 7 тисяч копій альбому. Альбом був названий журналом XXL одним з найкращих хіп-хоп альбомів 2014.

## Передісторія
У 2006 році Mobb Deep випустив свій сьомий студійний альбом Blood Money на лейблі 50 Cent, G-Unit Records. Протягом наступних кількох років дует випускав різні сольні проєкти, пісні та EP, розкриваючи плани свого восьмого студійного альбому. Однак, 27 липня 2012 року Havoc повідомив сайту AllHipHop, що дует був у безстроковій відпустці. Havoc і Prodigy розійшлися після того, як Havoc атакував Prodigy у Твіттері, і в результаті в Інтернет просочився аудіотрек, в якому він ображав Prodigy під час їхнього концерту на заході SXSW. Спочатку Хевок стверджував, що його облікові записи були зламані. Однак пізніше він визнав, що це був він, оскільки вважав Твіттер неадекватним місцем для вирішення конфлікту. Він також заявив, що записав дис-трек на Prodigy.
У січні 2013 року Prodigy оголосив, що впевнений, що в майбутньому він зробить запис із Havoc. Потім склад запрошених учасників фестивалю Paid Dues 2013 показав, що Mobb Deep знову виступить на заході 30 березня 2013. Пізніше вони підтвердили, що возз'єднаються для фестивалю Paid Dues та міжнародного 20-річного туру, який розпочнеться у травні 2013 року. 22 березня 2013 року Havoc та Prodigy офіційно возз'єдналися для інтерв'ю та торкнулися питання про нестабільність між ними. Prodigy заявив: «Зрештою, музика - це найважливіша річ, і наша любов один до одного, і це правильно, тому ми повернемося до роботи».
17 грудня 2013 року було оголошено, що альбом буде подвійним, другий диск міститиме невидані треки та записи сесій з другого студійного альбому дуету The Infamous. Prodigy заявив, що альбом вийшов у березні 2014 року, і тепер він називатиметься The Infamous Mobb Deep. Пізніше він сказав, що весь проєкт повернеться до їхнього оригінального похмурого нью-йоркського звучання.

## Запис та продакшн
У травні 2011 року Havoc оголосив, що вони записують їх однойменний восьмий студійний альбом. Він повідомив, що альбом міститиме продакшн від нього, The Alchemist, Sid Roams, DJ Premier, MTK, Cardiak та JUSTICE League, а також інші гостьові появи таких реперів, як Lil' Kim, Rick Ross, Wiz Khalifa, Odd Future та Nas.
У травні 2013 вийшов третій студійний альбом Havoc, 13. Havoc оголосив, що він і Prodigy перебувають у студії більше місяця, працюючи над їх восьмим студійним альбомом, і заявив, що його вже «наполовину закінчено». Він також згадав, що він робитиме всю роботу з продакшну над альбомом. 6 серпня 2013 року Prodigy оголосив, що вони закінчили дев'ять пісень для альбому, і підтвердили, що альбом називатиметься Mobb Deep. 4 листопада 2013 року Prodigy оголосив, що The Alchemist, і можливо, Action Bronson та Earl Sweatshirt будуть серед небагатьох запрошених гостей на альбомі.
У січневому інтерв'ю 2014 року для журналу Vibe музичний продюсер Boi-1da підтвердив, що працює над альбомом, сказавши: «Це нова ера зустрілася з тією старою ерою Мобб. Я був великим шанувальником Mobb Deep і продакшна Havoc, тому я підтягнувся, і ми з ним продюсуємо запис разом, відправляємо матеріал туди і назад. Можу сказати, що на новому альбомі Mobb Deep є деякі записи, які я та Havoc зробили разом. Це те, що я викреслив зі свого бажання.».
Під час інтерв'ю Prodigy з журналом XXL того ж місяця він заявив, що Havoc, The Alchemist, Illmind і Boi-1da продюсуватимуть альбом. Він також докладно зупинився на невиданому матеріалі, сказавши, що він міститиме ніколи раніше не чутні скити та куплети Ghostface Killah, Raekwon, Nas, N.O.R.E. та Mobb Deep. У березні 2014 року Prodigy підтвердив, що на альбомі будуть представлені репери Bun B та Juicy J у пісні під назвою «Legendary». Список треків показав появу таких гостей на альбомі, як French Montana, The Lox, Bun B, Juicy J, Mack Wilds, Big Noyd, Busta Rhymes та Snoop Dogg.

## Реліз та просування
21 листопада 2011 року дует випустив EP під назвою Black Cocaine. 10 січня 2014 року Mobb Deep почали гастролювати у турі під назвою The Infamous Mobb Deep у рамках просування альбому. 31-й концерт у рамках туру Північною Америкою тривав до 2 травня 2014 року. Вони йдуть за цими датами в європейській частині туру в наступні місяці.
18 лютого 2014 року Mobb Deep показав обкладинку альбому і назвав дату випуску альбому — 1 квітня 2014 року. Крім того, PledgeMusic прийняв попереднє замовлення на делюкс-видання альбому, який дав клієнтам можливість отримати підписані футболки та вініли, а також унікальні враження, такі як VIP-напої з Prodigy, шоу тільки для PledgeMusic, обмежений випуск велосипеда Infamous та доступ до невиданих треків. Після цього дует випустить супер делюкс-версію, яка включатиме ремастерингову копію оригінального альбому Infamous і документальний фільм 2012 року, що вийшов на Red Bull. Супер делюкс-версія буде доступна лише у вигляді фізичної копії.

### Сингли
Перший сингл альбому мTaking You Off Hereм був вперше показаний 29 січня 2014 року на радіостанції Hot 97 у Нью-Йорку. Це був перший офіційний реліз пісні з альбому. Потім, за два дні, пісня вийшла для цифрового скачування. 5 березня 2014 вийшло музичне відео для «Take You Off Here». Другий сингл альбому «Say Something», спродюсований Illmind, вийшов 12 березня 2014.

## Прийом критиків
The Infamous Mobb Deep був зустрінутий загалом позитивно музичними критиками. На сайті Metacritic, який надає нормалізовані оцінки зі 100 оглядів від основних критиків, альбом отримав середній бал 70, оснований на 7 відгуках, що вказує на «загалом сприятливі відгуки». Дель Ф. Коуї з  Exclaim! заявив: «Це довгоочікуване повернення у форму». 
Складаючи огляд для Rolling Stone, Крістофер Р. Вейнгартен прокоментував: «Злий, різкий восьмий альбом дуету — перший, хто по-справжньому сприйме їхній статус аутсайдерів, загорнувши себе в низькоякісну, придатну для аудіоплеєра Walkman атмосферу, якадомінує над сольними роботами Prodigy і Havoc на незалежних лейблах». Чисом Узосике з XXL дав альбому рейтинг „XL“, сказавши, що „The Infamous Mobb Deep є обов'язковим атрибутом у колекції справжніх фанатів Mobb Deep. Створення такого якісного хіп-хоп альбому через два десятиліття після вашого видатного опусу — чудовий подвиг. Таке довголіття в хіп-хопі зустрічається рідко, і Prodigy і Havoc заслуговують на їхню належну повагу. Якщо це останній альбом Mobb Deep, цей легендарний дует не зможе вибрати кращого способу піти“. .
Мартін Кабальєро з USA Today сказав: „Mobb Deep повертаються до духу свого проривного альбому The Infamous на їхньому восьмому альбомі. Цей запис встановив фірмовий бренд дуету з Квінса нігілістичного репу поверх п'яних темних інструменталів, і тепер The Infamous Mobb Deep не далеко уникає цієї успішної формули“. Гомер Джонсен з HipHopDX сказав: „Тут немає веселощів та ігор. Лише бізнес. Havoc і Prodigy не підводять, як завжди“. The Infamous Mobb Deep — це повернення до коріння їх творчої свідомості, обґрунтованої майже 20 років тому і з високою точністю. The Infamous Mobb Deep із гучним складом запрошених ліриків та бандою продюсерів — це гучний заклик до пробудження хіп-хопу. Реп - це виживання найсильніших, а Mobb Deep, як і раніше, бродить серед сильних.». Адам Вордкман із The National заявив: «Хоча поєднання класики із сучасністю ризиковано, це цікава демонстрація розвитку бандитської методології Mobb Deep. Хоча через дві години весь досвід може перевірити терпіння непосвячених.».

## Список композицій
| Mobb Deep | Mobb Deep                                                      | Mobb Deep                               | Mobb Deep  |
| #         | Назва                                                          | Продюсер(и)                             | Тривалість |
| --------- | -------------------------------------------------------------- | --------------------------------------- | ---------- |
| 1.        | «Taking You Off Here»                                          | Havoc                                   | 3:23       |
| 2.        | «Say Something»                                                | Illmind                                 | 4:00       |
| 3.        | «Get Down» (за участю Snoop Dogg)                              | Havoc                                   | 4:24       |
| 4.        | «Dirt»                                                         | Illmind, Gabriel Lambirth, Karon Graham | 2:52       |
| 5.        | «Timeless»                                                     | Beat Butcha                             | 4:25       |
| 6.        | «All a Dream» (за участю The Lox)                              | Michael Uzowuru, Om'Mas Keith           | 5:06       |
| 7.        | «Low» (за участю Mack Wilds)                                   | Sevn Thomas, Havoc, Boi-1da             | 3:27       |
| 8.        | «Murdera»                                                      | Illmind                                 | 3:25       |
| 9.        | «Check the Credits»                                            | Illmind                                 | 3:06       |
| 10.       | «Gimme All That»                                               | Havoc                                   | 3:31       |
| 11.       | «Legendary» (за участю Bun B та Juicy J)                       | Havoc, Boi-1da, The Maven Boys          | 4:01       |
| 12.       | «Lifetime»                                                     | The Alchemist                           | 3:06       |
| 13.       | «My Block»                                                     | Kaytranada                              | 2:07       |
| 14.       | «Henny» (за участю French Montana, Mack Wilds та Busta Rhymes) | Havoc, Salaam Remi                      | 3:41       |
| 15.       | «Conquer»                                                      | Havoc                                   | 3:22       |
| 16.       | «Waterboarding»                                                | The Alchemist                           | 3:34       |
| 17.       | «Get It Forever» (за участю Nas)                               | The Alchemist                           | 3:58       |

| The 1994 Infamous Sessions | The 1994 Infamous Sessions                                             | The 1994 Infamous Sessions | The 1994 Infamous Sessions |
| #                          | Назва                                                                  | Продюсер(и)                | Тривалість                 |
| -------------------------- | ---------------------------------------------------------------------- | -------------------------- | -------------------------- |
| 1.                         | «Eye for an Eye» (за участю Nas, Raekwon та Ghostface Killah)          | Mobb Deep                  | 6:48                       |
| 2.                         | «Skit» (за участю Raekwon та Nas)                                      | Mobb Deep                  | 2:31                       |
| 3.                         | «Get It In Blood» (за участю Infamous Mobb)                            | Mobb Deep                  | 5:33                       |
| 4.                         | «Gimme the Goods» (за участю Big Noyd)                                 | Mobb Deep                  | 5:19                       |
| 5.                         | «If It's Alright» (за участю Big Noyd)                                 | Mobb Deep                  | 5:12                       |
| 6.                         | «Skit Mobb Deep 1995»                                                  | Mobb Deep                  | 1:25                       |
| 7.                         | «Survival of the Fittest (Extended Remix)» (за участю Crystal Johnson) | Mobb Deep                  | 5:15                       |
| 8.                         | «Temperature's Rising (Remix)» (за участю Crystal Johnson)             | The Abstract[a]            | 5:19                       |
| 9.                         | «The Bridge» (за участю Big Noyd)                                      | Mobb Deep                  | 5:35                       |
| 10.                        | «Skit» (за участю Big Noyd)                                            | Mobb Deep                  | 1:52                       |
| 11.                        | «The Money» (за участю Killer Black та Karate Joe)                     | Mobb Deep                  | 7:16                       |
| 12.                        | «The Money» (Version 2)                                                | Mobb Deep                  | 4:33                       |
| 13.                        | «We About to Get Hectic» (за участю Twin Gambino)                      | Mobb Deep                  | 4:47                       |
| 14.                        | «The Infamous»                                                         | Mobb Deep                  | 4:03                       |

- ↑ Mobb Deep помилково зарахований на альбом як продюсер «Temperature's Rising (Remix)»[36]

## Чарти
| Чарт (2014)                            | Найвища позиція |
| -------------------------------------- | --------------- |
| США Billboard 200                      | 49              |
| США Independent Albums (Billboard)     | 11              |
| США Top R&B/Hip-Hop Albums (Billboard) | 10              |